# Vincenzo Viviani
Vincenzo Viviani (ur. 5 kwietnia 1622 we Florencji, zm. 22 września 1703, tamże) – włoski uczony: fizyk, inżynier i matematyk, członek Towarzystwa Królewskiego w Londynie (ang. Royal Society, od 1696).

## Życiorys
Viviani był uczniem, towarzyszem i współpracownikiem Galileusza aż do jego śmierci w 1642. Z jego pomocą i doświadczeniem E. Torricelli skonstruował pierwszy barometr. W 1656 Viviani wraz z Giovannim Borellim wyznaczyli prędkość dźwięku w powietrzu, uzyskując wynik znacznie dokładniejszy niż poprzednicy. Viziani był matematykiem księcia Toskanii Ferdynanda II Medyceusza.